# FC Spartak-2 Moscú
El FC Spartak-2 Moscú (del ruso: ФК «Спартак-2» Москва), conocido también como Spartak de Moscú II o Spartak Moscú B, fue un equipo de fútbol de Rusia que militó en la Primera División de Rusia, la segunda liga de fútbol más importante del país.

## Historia
Fue fundado en el año 1964 en la capital Moscú, aunque fue hasta la temporada 2013/14 que comenzó a competir en el sistema del fútbol ruso. Es el equipo filial del FC Spartak de Moscú, por lo que es inelegible para jugar en la Liga Premier de Rusia.
El 24 de mayo de 2015 se convirtió en el primer equipo filial de Rusia en obtener el ascenso a la Primera División de Rusia.
El 23 de abril de 2022 el FC Spartak Moscow anunció que el Spartak-2 sería disuelto y no participaría en la temporada 2022–23 por razones presupuestarias.

## Palmarés
- Segunda División de Rusia Grupo Oeste: 1

2014/15